# Ultrasaurus tabriensis
L'ultrasauro (Ultrasaurus tabriensis) è un dinosauro erbivoro appartenente ai sauropodi. Visse nel Cretaceo inferiore (Aptiano/Albiano, circa 115 milioni di anni fa) e i suoi resti fossili sono stati ritrovati in Corea del Sud. Non deve essere confuso con il più famoso Ultrasauros americano.

## Classificazione
Questo dinosauro è noto esclusivamente per resti frammentari comprendenti parte di un omero, ritrovati nel 1977 nella formazione Gugyedong. Inizialmente questo osso fossilizzato venne considerato un'ulna di un gigantesco sauropode brachiosauride (Kim, 1981) e in seguito venne descritto ufficialmente come Ultrasaurus tabriensis. Secondo altri studiosi (Chang et al., 1982) l'"ulna" doveva in realtà essere parte di un femore o di una tibia. Solo nel 1988 Gregory Scott Paul interpretò correttamente il fossile come un omero. 
È da notare come la descrizione di Ultrasaurus, avvenuta nel 1983, abbia precluso la possibilità di denominare allo stesso modo i resti di un grande sauropode nordamericano noto da molti anni con il nome informale di "Ultrasaurus"; successivamente (1985) l'esemplare nordamericano è stato descritto come Ultrasauros. 
Attualmente Ultrasaurus tabriensis non è considerato un genere valido, a causa dell'estrema frammentarietà dei resti fossili; si suppone che fosse un sauropode di taglia modesta, lungo forse 13 metri, probabilmente appartenente ai neosauropodi ma non ai Somphospondyli a causa della mancanza di un processo sull'omero tipica di questo clade (Barrett et al., 2002).